# Štrumpfovi (televizijska serija)
Štrumpfovi (engleski: The Smurfs) animirana je TV serija studija Hanna-Barbera koja se prikazivala u 9 sezona na NBC-u. Epizode su sinkronizirane na hrvatski jezik i prikazivane su na Radioteleviziji Zagreb. Ukupno je snimljeno 256 epizoda. Kraće epizode trajale su 10 – 12 minuta, a dulje oko 22. Prva je epizoda napravljena 12. rujna 1981. i zvala se Astroštrumpf (The Astrosmurf). Posljednja je epizoda bila Zlatni nosorog/Srca Štrumpfova (The Golden Rhino/Hearts 'n' Smurfs), napravljena 2. prosinca 1989. Napravljeno je i osam specijala od kojih su najpoznatiji: Štrumpfastični Uskrs (The Smurf Springtime Special) iz 8. travnja 1982., Štrumpfastični Božić (The Smurfs Christmas Special) iz 12. prosinca iste godine i Štrumpfastične olimpijske igre (The Smurfic Games) iz 20. svibnja 1984.

## Sinkronizacija na hrvatski jezik

### RTZ sinkronizacija
Za prikazivanje na RTZ-u na hrvatski jezik sinkronizirano je 26 polusatnih epizoda ove serije. Redateljica sinkronizacije bila je Biserka Vučković.
Glasovi za likove koje su posudili poznati hrvatski filmski i kazališni glumci.
- Gargamel: glas je posudio Josip "Bobi" Marotti[3]
- mačak Azriel: glas je posudio Mladen Šerment[3]
- Papa Štrumpf: glas je posudio Ljubo Kapor[3]
- Vicko Štrumpf: glas je posudio Ivo Rogulja[1]
- Kuki: glas je posudio Vlado Puhalo[1]
- Tubač: glas je posudio Božidar Košćak[1]
- Lumen Štrumpf: glas je posudio Mladen Vasary[1]
- Mrgud: glas je posudio Vlado Kovačić[1]
- Klop: glas je posudio Sven Lasta[4]
- Hrga: glas je posudio Damir Mejovšek[1]
- Majstor: glas je posudio Slobodan Milovanović[1]
- Medeni: glas je posudio Dragan Milivojević[1]
- Štrumpf Pjesnik: glas je posudio Miro Šegrt
- Trapavi: glas je posudio Martin Sagner[1]
- Leni Štrumpf: glas je posudio Miro Šegrt[1]
- Štrumpfeta: glas je posudila Tanja Knezić-Draganić[3]

Glasove su posudili i:
- Miro Marotti[3]
- Franjo Majetić[3]
- Drago Krča[3]
- Mira Župan[3]
- Mladen Šerment[3]

### Blitz film i video sinkronizacija
- Gargamel: Josip Bobi Marotti i Žarko Savić
- Papa Štrumpf: Emil Glad, Ivo Rogulja (u nekim epizodama) i Alen Šalinović
- Vicko Štrumpf: Zoran Gogić i neki drugi
- Lumen Štrumpf: Ivo Rogulja i Dražen Bratulić
- Štrumpf Hrga: Ranko Tihomirović
- Trapavi: Vlado Kovačić i neki drugi
- Licko Štrumpf: Jadranka Krajina
- Štrumpfeta: Jasna Bilušić
- Slastičar Štrumpf: Ranko Tihomirović
- Pradjed Štrumpf: Ivo Rogulja
- Slikar Štrumpf: Marko Torjanac
- Lord Balthazar: Zoran Gogić
- Pripovjedač: Josip Bobi Marotti

Ostalim likovima glas su posudili:
- Marko Torjanac
- Ivo Rogulja
- Zoran Gogić
- Ranko Tihomirović
- Jadranka Krajina

## Vanjske poveznice
- Službena stranica  Arhivirana inačica izvorne stranice od 30. kolovoza 2012. (Wayback Machine)